# Zastupitelstvo Libereckého kraje
Zastupitelstvo Libereckého kraje je zastupitelstvem kraje, ve kterém dle zákona o krajích zasedá 45 zastupitelů, jelikož Liberecký kraj má méně než 600 000 obyvatel. Zasedá v zasedací místnosti krajského úřadu v Liberci. Zastupitelstvo volí devítičlennou radu kraje.

## Volební období 2000–2004
První funkční období zastupitelstva Libereckého kraje trvalo od 12. listopadu 2000 do 6. listopadu 2004. Ustavující zasedání zastupitelstva, na kterém byla volena rada kraje, se konalo 19. prosince 2000. Závěrečné zasedání proběhlo 19. října 2004.

### Výsledky voleb v roce 2000
První volby do zastupitelstev krajů se v České republice uskutečnily 12. listopadu 2000. Volební účast v Libereckém kraji činila 33,07 %.
| Strana                                    | Počet hlasů | %        | Mandáty |
| ----------------------------------------- | ----------- | -------- | ------- |
| Občanská demokratická strana              | 26 866      | 24,81 %  | 13      |
| Komunistická strana Čech a Moravy         | 17 648      | 16,29 %  | 9       |
| Čtyřkoalice                               | 16 024      | 14,79 %  | 8       |
| Česká strana sociálně demokratická        | 14 083      | 13,00 %  | 7       |
| Strana pro otevřenou společnost           | 10 000      | 9,23 %   | 5       |
| NEZÁVISLÍ                                 | 6 781       | 6,26 %   | 3       |
| Demokratická regionální strana            | 4 685       | 4,32 %   | 0       |
| Liberecká unie pro sport a zdraví         | 4 356       | 4,02 %   | 0       |
| Česká strana národně sociální             | 2 896       | 2,67 %   | 0       |
| Strana svobodných severu                  | 1 832       | 1,69 %   | 0       |
| Strana občanského porozumění              | 653         | 0,60 %   | 0       |
| Pravý Blok a Klub angažovaných nestraníků | 352         | 0,32 %   | 0       |
| Vlastenecká republikánská strana          | 300         | 0,27 %   | 0       |
| Republikánská unie                        | 98          | 0,09 %   | 0       |
| celkem                                    | 108 272     | 100,00 % | 45      |

### Seznam členů zastupitelstva[4]
| Jméno              | Zvolen za   | Ve funkci od      | Ve funkci do     | Přednostní hlasy absolutně | Přednostní hlasy v % | Pořadové číslo na kandidátce | Dosažené pořadí |
| ------------------ | ----------- | ----------------- | ---------------- | -------------------------- | -------------------- | ---------------------------- | --------------- |
| Eva Bartoňová      | ODS         | 12. listopad 2000 | 6. listopad 2004 | 1 918                      | 7,13                 | 3                            | 3               |
| Irena Benešová     | Čtyřkoalice | 12. listopad 2000 | 6. listopad 2004 | 1 787                      | 11,15                | 2                            | 1               |
| Václav Čížek       | KSČM        | 12. listopad 2000 | 6. listopad 2004 | 686                        | 3,88                 | 7                            | 7               |
| Karel Dolejší      | ČSSD        | 12. listopad 2000 | 6. listopad 2004 | 692                        | 4,91                 | 1                            | 1               |
| Petr Doležal       | ODS         | 12. listopad 2000 | 6. listopad 2004 | 564                        | 2,09                 | 11                           | 11              |
| Vladimír Eckert    | ODS         | 12. listopad 2000 | 6. listopad 2004 | 504                        | 7,43                 | 2                            | 2               |
| František Gábor    | Čtyřkoalice | 12. listopad 2000 | 6. listopad 2004 | 647                        | 4,03                 | 4                            | 4               |
| Dagmar Helšusová   | OS          | 12. listopad 2000 | 6. listopad 2004 | 1 776                      | 17,76                | 8                            | 2               |
| Pavlína Hrabálková | KSČM        | 12. listopad 2000 | 6. listopad 2004 | 373                        | 2,11                 | 9                            | 9               |
| Jiří Hromádka      | ČSSD        | 12. listopad 2000 | 6. listopad 2004 | 523                        | 3,71                 | 2                            | 2               |
| Miloslav Jón       | KSČM        | 12. listopad 2000 | 6. listopad 2004 | 422                        | 2,39                 | 6                            | 6               |
| Zdeněk Kadlas      | ODS         | 12. listopad 2000 | 6. listopad 2004 | 736                        | 2,73                 | 9                            | 9               |
| Karel Kapoun       | ČSSD        | 12. listopad 2000 | 6. listopad 2004 | 409                        | 2,90                 | 7                            | 7               |
| Jana Königová      | ČSSD        | 12. listopad 2000 | 6. listopad 2004 | 712                        | 5,05                 | 5                            | 5               |
| Barbora Krausová   | Čtyřkoalice | 12. listopad 2000 | 6. listopad 2004 | 966                        | 6,02                 | 7                            | 7               |
| Vítězslav Kverka   | OS          | 12. listopad 2000 | 6. listopad 2004 | 397                        | 3,97                 | 4                            | 5               |
| Radovan Louda      | ODS         | 12. listopad 2000 | 6. listopad 2004 | 1 345                      | 5,00                 | 3                            | 3               |
| Stanislav Ludvík   | Čtyřkoalice | 12. listopad 2000 | 6. listopad 2004 | 564                        | 3,51                 | 8                            | 8               |
| Jaromír Malý       | ODS         | 12. listopad 2000 | 6. listopad 2004 | 613                        | 2,28                 | 4                            | 4               |
| František Mojžíš   | OS          | 12. listopad 2000 | 6. listopad 2004 | 1 081                      | 10,81                | 3                            | 3               |
| Václav Nosek       | Čtyřkoalice | 12. listopad 2000 | 6. listopad 2004 | 1 449                      | 9,04                 | 5                            | 5               |
| Petr Pávek         | OS          | 12. listopad 2000 | 6. listopad 2004 | 2 412                      | 24,12                | 1                            | 1               |
| Pavel Pavlík       | ODS         | 12. listopad 2000 | 6. listopad 2004 | 2 435                      | 9,06                 | 1                            | 1               |
| František Pešek    | KSČM        | 12. listopad 2000 | 6. listopad 2004 | 1 174                      | 6,65                 | 3                            | 3               |
| Jaroslav Poláček   | ČSSD        | 12. listopad 2000 | 6. listopad 2004 | 380                        | 2,69                 | 6                            | 6               |
| Petr Polák         | ODS         | 12. listopad 2000 | 6. listopad 2004 | 1 060                      | 3,94                 | 2                            | 2               |
| Kamil Popper       | ODS         | 12. listopad 2000 | 6. listopad 2004 | 381                        | 1,41                 | 8                            | 8               |
| Pavel Ráček        | ČSSD        | 12. listopad 2000 | 6. listopad 2004 | 670                        | 4,75                 | 4                            | 4               |
| Jiří Rudolf        | ČSSD        | 12. listopad 2000 | 6. listopad 2004 | 1 089                      | 7,73                 | 3                            | 3               |
| Miroslav Samek     | Nezávislí   | 12. listopad 2000 | 6. listopad 2004 | 793                        | 11,69                | 1                            | 1               |
| Luděk Suchomel     | Čtyřkoalice | 12. listopad 2000 | 6. listopad 2004 | 1 160                      | 7,23                 | 1                            | 2               |
| Václav Svatek      | KSČM        | 12. listopad 2000 | 6. listopad 2004 | 1 494                      | 8,46                 | 2                            | 2               |
| Luboš Šlechta      | Čtyřkoalice | 12. listopad 2000 | 6. listopad 2004 | 413                        | 2,57                 | 3                            | 3               |
| Jan Technik        | Nezávislí   | 12. listopad 2000 | 6. listopad 2004 | 401                        | 5,91                 | 3                            | 3               |
| Miloš Tita         | KSČM        | 12. listopad 2000 | 6. listopad 2004 | 230                        | 1,30                 | 8                            | 8               |
| David Václavík     | OS          | 12. listopad 2000 | 6. listopad 2004 | 811                        | 8,11                 | 2                            | 4               |
| Milan Vašák        | Čtyřkoalice | 12. listopad 2000 | 23. říjen 2001   | 540                        | 3,36                 | 6                            | 6               |
| Hana Vídnerová     | KSČM        | 12. listopad 2000 | 6. listopad 2004 | 503                        | 2,85                 | 5                            | 5               |
| Josef Vondruška    | KSČM        | 12. listopad 2000 | 6. listopad 2004 | 1 887                      | 10,69                | 1                            | 1               |
| František Weber    | ODS         | 12. listopad 2000 | 6. listopad 2004 | 183                        | 0,68                 | 13                           | 13              |
| Jindřich Wurm      | ODS         | 12. listopad 2000 | 6. listopad 2004 | 630                        | 2,34                 | 12                           | 12              |
| Jaroslav Zámečník  | ODS         | 12. listopad 2000 | 6. listopad 2004 | 1 949                      | 7,25                 | 5                            | 5               |
| Radim Zika         | ODS         | 12. listopad 2000 | 6. listopad 2004 | 800                        | 2,97                 | 7                            | 7               |

### Seznam členů rady kraje[5]
| Jméno             | Zvolen za   | Funkce                                                  | Resort                                          | Ve funkci od      | Ve funkci do      |
| ----------------- | ----------- | ------------------------------------------------------- | ----------------------------------------------- | ----------------- | ----------------- |
| Pavel Pavlík      | ODS         | hejtman                                                 |                                                 | 19. prosinec 2000 | 10. prosinec 2004 |
| Luděk Suchomel    | Čtyřkoalice | statutární náměstek hejtmana                            | hospodářský a regionální rozvoj a bydlení       | 19. prosinec 2000 | únor 2004         |
| Miroslav Mach     | Čtyřkoalice | radní (2001 - 2004) statutární náměstek hejtmana (2004) | doprava                                         | 30. říjen 2001    | 10. prosinec 2004 |
| Milan Vašák       | Čtyřkoalice | radní                                                   | doprava                                         | 19. prosinec 2000 | 23. říjen 2001    |
| Eva Bartoňová     | ODS         | náměstkyně hejtmana                                     | školství a mládež                               | 19. prosinec 2000 | 10. prosinec 2004 |
| Irena Benešová    | Čtyřkoalice | náměstkyně hejtmana                                     | sociální věci, bezpečnost a problematika menšin | 19. prosinec 2000 | 10. prosinec 2004 |
| Karel Dolejší     | ČSSD        | náměstek hejtmana                                       | ekonomika                                       | 19. prosinec 2000 | 10. prosinec 2004 |
| Pavel Ráček       | ČSSD        | radní                                                   | zdravotnictví                                   | 20. květen 2003   | 10. prosinec 2004 |
| Jana Königová     | ČSSD        | radní                                                   | zdravotnictví                                   | 19. prosinec 2000 | květen 2003       |
| Jaroslav Zámečník | ODS         | radní                                                   | kultura, tělovýchova a cestovní ruch            | 19. prosinec 2000 | 10. prosinec 2004 |
| Radim Zika        | ODS         | radní                                                   | životní prostředí a zemědělství                 | 19. prosinec 2000 | 10. prosinec 2004 |
| František Gábor   | Čtyřkoalice | radní                                                   | rozvoj kraje                                    | únor 2004         | 10. prosinec 2004 |

Historicky první zasedání krajského zastupitelstva se konalo 19. prosince 2000, zastupitelé na něm zvolili první vedení Libereckého kraje. Na základě koaliční dohody mezi ODS, Čtyřkoalicí a ČSSD se hejtmanem stal bývalý přednosta libereckého okresního úřadu Pavel Pavlík, jeho statutárním náměstkem pak místostarosta Smržovky Luděk Suchomel.
K první změně v krajské radě došlo v říjnu 2001, kdy na post radního pro dopravu rezignoval Milan Vašák, zvolený na kandidátce Čtyřkoalice jako člen Unie svobody. Nahradil jej Miroslav Mach ze stejného hnutí.

### Výbory zastupitelstva
Zastupitelstvo v tomto volebním období zřizovalo následující výbory:
- Výbor finanční (9 členů)
- Výbor kontrolní (7 členů)
- Výbor pro výchovu, vzdělávání a zaměstnanost (11 členů)
- Výbor pro dopravu (11 členů)
- Výbor pro rozvoj (15 členů)
- Výbor pro životní prostředí a zemědělství (11 členů)
- Výbor pro zdravotnictví (9 členů)
- Výbor pro sociální věci a menšiny (15 členů)
- Výbor pro kulturu (13 členů)
- Výbor pro vnější vztahy a integraci do EU (7 členů)

## Volební období 2004–2008
Druhé funkční období zastupitelstva Libereckého kraje trvalo od 6. listopadu 2004 do 19. října 2008. Ustavující zasedání zastupitelstva, na kterém byl volena rada kraje, se konalo 10. prosince 2004. Závěrečné zasedání proběhlo 14. října 2008.

### Výsledky voleb v roce 2004
Volby do zastupitelstev krajů se v České republice uskutečnily 5. a 6. listopadu 2004. Volební účast v Libereckém kraji činila 30,83 %.
| Strana                                                        | Počet hlasů | %        | Mandáty | +/- |
| ------------------------------------------------------------- | ----------- | -------- | ------- | --- |
| Občanská demokratická strana                                  | 37 497      | 36,05 %  | 22      | +9  |
| Komunistická strana Čech a Moravy                             | 16 577      | 15,93 %  | 10      | +1  |
| Strana pro otevřenou společnost                               | 13 128      | 12,62 %  | 7       | +2  |
| Česká strana sociálně demokratická                            | 11 233      | 10,80 %  | 6       | -1  |
| SNK Sdružení nezávislých                                      | 4 682       | 4,50 %   | 0       | –   |
| Křesťanská a demokratická unie - Československá strana lidová | 4 499       | 4,32 %   | 0       | –   |
| Unie pro sport a zdraví a Demokratická regionální strana      | 4 420       | 4,25 %   | 0       | –   |
| Strana zelených                                               | 3 057       | 2,93 %   | 0       | –   |
| Nezávislí                                                     | 2 726       | 2,62 %   | 0       | -3  |
| Unie svobody - Demokratická unie                              | 2 509       | 2,41 %   | 0       | –   |
| Evropští demokraté                                            | 1 250       | 1,20 %   | 0       | –   |
| Strana zdravého rozumu                                        | 1 250       | 1,20 %   | 0       | –   |
| Pravý Blok                                                    | 663         | 0,63 %   | 0       | –   |
| Dělnická strana                                               | 214         | 0,20 %   | 0       | –   |
| Česká strana národně sociální                                 | 186         | 0,17 %   | 0       | –   |
| České hnutí za národní jednotu                                | 107         | 0,10 %   | 0       | –   |
| celkem                                                        | 103 998     | 100,00 % | 45      | –   |

### Seznam členů zastupitelstva[14]
| Jméno                      | Zvolen za | Ve funkci od     | Ve funkci do   | Přednostní hlasy absolutně | Přednostní hlasy v % | Pořadové číslo na kandidátce | Dosažené pořadí |
| -------------------------- | --------- | ---------------- | -------------- | -------------------------- | -------------------- | ---------------------------- | --------------- |
| Jaroslav Andrysík          | ODS       | 6. listopad 2004 | 18. říjen 2008 | 623                        | 1,66                 | 16                           | 16              |
| Karel Bárta                | SOS       | 6. listopad 2004 | 18. říjen 2008 | 933                        | 7,10                 | 5                            | 5               |
| Miroslav Beran             | KSČM      | 6. listopad 2004 | 18. říjen 2008 | 345                        | 2,08                 | 8                            | 8               |
| Vladimír Bulíř             | ODS       | 6. listopad 2004 | 18. říjen 2008 | 138                        | 0,36                 | 20                           | 20              |
| Václav Červenka            | ODS       | 6. listopad 2004 | 18. říjen 2008 | 178                        | 0,47                 | 21                           | 21              |
| Jiří Čeřovský              | ODS       | 6. listopad 2004 | 10. leden 2007 | 2 454                      | 6,54                 | 10                           | 10              |
| Václav Čížek               | KSČM      | 6. listopad 2004 | 8. leden 2008  | 967                        | 5,83                 | 3                            | 3               |
| Karel Dlouhý               | ODS       | 6. listopad 2004 | 18. říjen 2008 | 408                        | 1,08                 | 19                           | 19              |
| Karel Dolejší              | ODS       | 6. listopad 2004 | 18. říjen 2008 | 505                        | 4,49                 | 2                            | 2               |
| Petr Doležal               | ODS       | 6. listopad 2004 | 18. říjen 2008 | 635                        | 1,69                 | 12                           | 12              |
| Jaromír Dvořák             | SOS       | 6. listopad 2004 | 18. říjen 2008 | 218                        | 1,66                 | 6                            | 7               |
| Dana Halberstadtová        | ODS       | 6. listopad 2004 | 18. říjen 2008 | 436                        | 1,16                 | 15                           | 15              |
| Josef Havlík               | KSČM      | 9. leden 2008    | 18. říjen 2008 | 326                        | 1,96                 | 11                           |                 |
| René Havlík                | ČSSD      | 6. listopad 2004 | 18. říjen 2008 | 244                        | 2,17                 | 5                            | 5               |
| Dagmar Helšusová           | SOS       | 30. září 2005    | 19. leden 2007 | 666                        | 5,07                 | 8                            |                 |
| Karel Kapoun               | ČSSD      | 6. listopad 2004 | 18. říjen 2008 | 618                        | 5,50                 | 3                            | 3               |
| Jiří Kittner               | ODS       | 6. listopad 2004 | 18. říjen 2008 | 2 305                      | 6,14                 | 7                            | 7               |
| Eva Kočárková              | SOS       | 6. listopad 2004 | 18. říjen 2008 | 881                        | 6,71                 | 2                            | 3               |
| Jarmila Kottowská          | ODS       | 6. květen 2008   | 18. říjen 2008 | 496                        | 1,32                 | 24                           |                 |
| Jaroslav Krutský           | ODS       | 6. listopad 2004 | 18. říjen 2008 | 1 723                      | 4,59                 | 5                            | 5               |
| Olga Kubínová              | ODS       | 11. leden 2008   | 18. říjen 2008 | 172                        | 0,45                 | 23                           |                 |
| Jindřich Kvapil            | ODS       | 6. listopad 2004 | 18. říjen 2008 | 621                        | 1,65                 | 14                           | 14              |
| Vítězslav Kverka           | SOS       | 6. listopad 2004 | 21. říjen 2007 | 321                        | 2,44                 | 4                            | 5               |
| Vladimír Malena            | ODS       | 6. listopad 2004 | 18. říjen 2008 | 366                        | 0,97                 | 13                           | 13              |
| Oldřich Merta              | KSČM      | 6. listopad 2004 | 18. říjen 2008 | 780                        | 4,70                 | 10                           | 10              |
| Hana Mildeová (Králíčková) | ČSSD      | 6. listopad 2004 | 18. říjen 2008 | 465                        | 4,13                 | 4                            | 4               |
| František Mojžíš           | SOS       | 6. listopad 2004 | 18. říjen 2008 | 815                        | 6,20                 | 3                            | 4               |
| Hana Moudrá                | ODS       | 6. listopad 2004 | 18. říjen 2008 | 1 396                      | 3,72                 | 16                           | 16              |
| Radek Nastič               | ODS       | 6. listopad 2004 | 5. květen 2008 | 1 156                      | 3,08                 | 18                           | 18              |
| Taťjana Nováková           | KSČM      | 6. listopad 2004 | 18. říjen 2008 | 418                        | 2,52                 | 7                            | 7               |
| Petr Pávek                 | SOS       | 6. listopad 2004 | 29. září 2005  | 4 495                      | 34,23                | 1                            | 1               |
| Stanislav Pěnička          | ODS       | 6. listopad 2004 | 18. říjen 2008 | 595                        | 1,58                 | 8                            | 8               |
| Věra Picková               | KSČM      | 6. listopad 2004 | 18. říjen 2008 | 1 161                      | 7,00                 | 4                            | 4               |
| Marek Pieter               | SOS       | 22. říjen 2007   | 18. říjen 2008 | 350                        | 2,66                 | 10                           |                 |
| Martina Pokorná            | SOS       | 6. listopad 2004 | 18. říjen 2008 | 1 766                      | 13,45                | 7                            | 2               |
| Petr Polák                 | ODS       | 6. listopad 2004 | 18. říjen 2008 | 813                        | 2,16                 | 6                            | 6               |
| Vít Příkaský               | ČSSD      | 6. listopad 2004 | 18. říjen 2008 | 696                        | 6,19                 | 1                            | 1               |
| Martin Půta                | SOS       | 20. leden 2007   | 18. říjen 2008 | 914                        | 6,96                 | 9                            |                 |
| Ota Raiter                 | ČSSD      | 6. listopad 2004 | 18. říjen 2008 | 512                        | 4,55                 | 6                            | 6               |
| Vladimír Richter           | ODS       | 6. listopad 2004 | 18. říjen 2008 | 886                        | 2,36                 | 3                            | 3               |
| Antonín Schäfer            | ODS       | 6. listopad 2004 | 18. říjen 2008 | 1 092                      | 2,91                 | 4                            | 4               |
| Petr Skokan                | ODS       | 6. listopad 2004 | 18. říjen 2008 | 4 250                      | 12,05                | 1                            | 1               |
| Tomáš Sláma                | ODS       | 6. listopad 2004 | 18. říjen 2008 | 993                        | 2,64                 | 17                           | 17              |
| Josef Souček               | KSČM      | 6. listopad 2004 | 18. říjen 2008 | 283                        | 1,70                 | 9                            | 9               |
| Václav Svatek              | KSČM      | 6. listopad 2004 | 18. říjen 2008 | 1 482                      | 8,94                 | 2                            | 2               |
| Jaroslav Švehla            | ODS       | 6. listopad 2004 | 18. říjen 2008 | 995                        | 2,65                 | 9                            | 9               |
| Miloš Tita                 | KSČM      | 6. listopad 2004 | 18. říjen 2008 | 415                        | 2,50                 | 6                            | 6               |
| Hana Vídnerová             | KSČM      | 6. listopad 2004 | 18. říjen 2008 | 317                        | 1,91                 | 5                            | 5               |
| Josef Vondruška            | KSČM      | 6. listopad 2004 | 18. říjen 2008 | 1 489                      | 8,98                 | 1                            | 1               |
| Jindřich Wurm              | ODS       | 6. listopad 2004 | 18. říjen 2008 | 460                        | 1,21                 | 11                           | 11              |
| Radim Zika                 | ODS       | 6. listopad 2004 | 18. říjen 2008 | 1 742                      | 4,64                 | 2                            | 2               |

Prvním zastupitelem, který se vzdal svého mandátu byl Petr Pávek. Ten se rozhodl skončit v politice. Na jeho místě usedla Dagmar Helšusová.
Zastupitel Jiří Čeřovský se stal v lednu 2007 ředitelem krajské společnosti Centrum vzdělanosti Libereckého kraje a kvůli neslučitelnosti funkcí 10. ledna 2007 rezignoval na funkci zastupitele. Nahradila ho Olga Kubínová. Ze stejného důvodu rezignovala o týden později, 19. ledna 2007, i Dagmar Helšusová. Ta byla pověřena řízením Krajské vědecké knihovny v Liberci a v zastupitelstvu ji nahradil Martin Půta.
21. října 2010 zemřel zastupitel Vítězslav Kverka. Kverku nahradil desenský starosta Marek Pieter.
9. ledna 2008 nahradil Josef Havlík komunistického zastupitele Václava Čížka, který den před tím rezignoval. 5. května 2008 na svůj post rezignoval i starosta Nového Boru Radek Nastič, odsouzený za trestný čin korupce. Nastiče nahradila Jarmila Kottowská.

### Seznam členů rady kraje[20]
| Jméno                      | Zvolen za | Funkce                       | Resort                                                       | Ve funkci od      | Ve funkci do     |
| -------------------------- | --------- | ---------------------------- | ------------------------------------------------------------ | ----------------- | ---------------- |
| Petr Skokan                | ODS       | hejtman                      |                                                              | 10. prosinec 2004 | 1. prosinec 2008 |
| Karel Dolejší              | ČSSD      | statutární náměstek hejtmana | ekonomika                                                    | 10. prosinec 2004 | 1. prosinec 2008 |
| Radim Zika                 | ODS       | náměstek hejtmana            | rozvoj venkova, zemědělství, životní prostředí a informatika | 10. prosinec 2004 | 1. prosinec 2008 |
| Petr Doležal               | ODS       | náměstek hejtmana            | školství, mládež, tělovýchova a sport                        | 10. prosinec 2004 | 1. prosinec 2008 |
| Antonín Schäfer            | ODS       | náměstek hejtmana            | kultura, památková péče a cestovní ruch                      | 10. prosinec 2004 | 1. prosinec 2008 |
| Vít Příkaský               | ČSSD      | radní                        | hospodářský a regionální rozvoj                              | 10. prosinec 2004 | 1. prosinec 2008 |
| Vladimír Richter           | ODS       | radní                        | doprava                                                      | 10. prosinec 2004 | 1. prosinec 2008 |
| Jaroslav Krutský           | ODS       | radní                        | zdravotnictví                                                | 10. prosinec 2004 | 1. prosinec 2008 |
| Hana Králíčková (Mildeová) | ČSSD      | radní                        | sociální věci, bezpečnost a problematika menšin              | 10. prosinec 2004 | 1. prosinec 2008 |

### Výbory zastupitelstva
Zastupitelstvo v tomto volebním období zřizovalo následující výbory:
- Výbor finanční (13 členů)
- Výbor kontrolní (9 členů)
- Výbor pro výchovu, vzdělávání, zaměstnanost a sport (13 členů)
- Výbor dopravy (13 členů)
- Výbor hospodářského a regionálního rozvoje (13 členů)
- Výbor rozvoje venkova, zemědělství a životního prostředí (13 členů)
- Výbor zdravotnictví (13 členů)
- Výbor sociálních věcí, bezpečnosti a problematiky menšin (13 členů)
- Výbor kultury, památkové péče a cestovního ruchu (13 členů)

## Volební období 2008–2012
Třetí funkční období zastupitelstva Libereckého kraje trvalo od 18. října 2008 do 13. října 2012. Ustavující zasedání zastupitelstva, na kterém byl volena rada kraje, se konalo 28. listopadu 2008. Závěrečné zasedání proběhlo 25. září 2012.

### Výsledky voleb v roce 2008
Volby do zastupitelstev krajů se v České republice uskutečnily 17. a 18. října 2008. Volební účast v Libereckém kraji činila 38,08 %.
| Strana                                                       | Počet hlasů | %        | Mandáty | +/- |
| ------------------------------------------------------------ | ----------- | -------- | ------- | --- |
| Česká strana sociálně demokratická                           | 34 749      | 26,79 %  | 15      | +9  |
| Občanská demokratická strana                                 | 29 187      | 22,50 %  | 12      | -10 |
| Komunistická strana Čech a Moravy                            | 18 018      | 13,89 %  | 8       | -2  |
| Starostové pro Liberecký kraj                                | 17 878      | 13,78 %  | 7       | +7  |
| Strana pro otevřenou společnost                              | 7 937       | 6,12 %   | 3       | -4  |
| Strana zelených                                              | 6 415       | 4,94 %   | 0       | –   |
| Unie pro sport a zdraví                                      | 5 711       | 4,40 %   | 0       | –   |
| SNK Evropští demokraté a KDU-ČSL                             | 4 984       | 3,84 %   | 0       | –   |
| Volte Pravý Blok www.cibulka.net                             | 1 522       | 1,17 %   | 0       | –   |
| Dělnická strana a Demokratická strana sociální spravedlnosti | 1 157       | 0,89 %   | 0       | –   |
| Strana důstojného života                                     | 1 111       | 0,85 %   | 0       | –   |
| Česká strana národně socialistická a Strana zdravého rozumu  | 538         | 0,41 %   | 0       | –   |
| Sdružení pro republiku – Republikánská strana Československa | 312         | 0,24 %   | 0       | –   |
| Česká strana národně sociální                                | 149         | 0,11 %   | 0       | –   |
| celkem                                                       | 129 668     | 100,00 % | 45      | –   |

Krajský soud v Liberci obdržel stížnost na neplatnost voleb z důvodu nedostatečného barevného odlišení obálek ve krajských a v témže termínu konaných senátních volbách do senátního obvodu Česká Lípa. Soud návrh zamítl.

### Seznam členů zastupitelstva[26]
| Jméno               | Zvolen za | Ve funkci od    | Ve funkci do    | Přednostní hlasy absolutně | Přednostní hlasy v % | Pořadové číslo na kandidátce | Dosažené pořadí |
| ------------------- | --------- | --------------- | --------------- | -------------------------- | -------------------- | ---------------------------- | --------------- |
| Petr Beitl          | ODS       | 18. říjen 2008  | 13. říjen 2012  | 503                        | 1,72                 | 12                           | 12              |
| Miroslav Beran      | KSČM      | 18. říjen 2008  | 13. říjen 2012  | 338                        | 1,87                 | 8                            | 8               |
| Zdeněk Bursa        | ČSSD      | 18. říjen 2008  | 13. říjen 2012  | 431                        | 1,24                 | 9                            | 9               |
| Radek Cikl          | ČSSD      | 18. říjen 2008  | 13. říjen 2012  | 525                        | 1,51                 | 4                            | 4               |
| Karel Dlouhý        | ODS       | 18. říjen 2008  | 13. říjen 2012  | 879                        | 3,01                 | 4                            | 4               |
| Petr Doležal        | ODS       | 18. říjen 2008  | 25. květen 2010 | 899                        | 3,08                 | 3                            | 3               |
| Jiří Drda           | SLK       | 18. říjen 2008  | 13. říjen 2012  | 717                        | 4,01                 | 3                            | 4               |
| Jaromír Dvořák      | SOS       | 18. říjen 2008  | 13. říjen 2012  | 527                        | 6,63                 | 3                            | 3               |
| Stanislav Eichler   | ČSSD      | 18. říjen 2008  | 13. říjen 2012  | 1 754                      | 5,04                 | 1                            | 2               |
| Jan Farský          | SLK       | 18. říjen 2008  | 10. srpen 2010  | 2 410                      | 13,48                | 5                            | 1               |
| Dana Halberstadtová | ODS       | 25. říjen 2010  | 13. říjen 2012  | 214                        | 0,73                 | 15                           |                 |
| Josef Havlík        | KSČM      | 1. duben 2010   | 13. říjen 2012  | 352                        | 1,95                 | 9                            |                 |
| Václav Horáček      | SLK       | 18. říjen 2008  | 13. říjen 2012  | 1 673                      | 9,35                 | 4                            | 5               |
| Pavlína Hrabálková  | KSČM      | 18. říjen 2008  | 13. říjen 2012  | 1 146                      | 6,36                 | 3                            | 3               |
| Luboš Kalous        | ODS       | 18. říjen 2008  | 25. leden 2010  | 229                        | 0,78                 | 11                           | 11              |
| Karel Kapoun        | ČSSD      | 18. říjen 2008  | 13. říjen 2012  | 1 438                      | 4,13                 | 10                           | 10              |
| Bohumil Kašpar      | ČSSD      | 18. říjen 2008  | 13. říjen 2012  | 248                        | 0,71                 | 7                            | 7               |
| Jiří Kittner        | ODS       | 18. říjen 2008  | 24. říjen 2011  | 1 136                      | 3,89                 | 9                            | 9               |
| Kateřina Klikarová  | KSČM      | 18. říjen 2008  | 13. říjen 2012  | 316                        | 1,75                 | 7                            | 7               |
| Jindřich Kvapil     | ODS       | 26. květen 2010 | 13. říjen 2012  | 502                        | 1,71                 | 14                           |                 |
| Stanislav Mackovík  | KSČM      | 18. říjen 2008  | 31. březen 2010 | 479                        | 2,65                 | 6                            | 6               |
| Vladimír Malena     | ODS       | 18. říjen 2008  | 13. říjen 2012  | 146                        | 0,50                 | 6                            | 6               |
| Vladimír Mastník    | SLK       | 11. srpen 2010  | 13. říjen 2012  | 896                        | 5,01                 | 8                            |                 |
| Hana Moudrá         | ODS       | 18. říjen 2008  | 13. říjen 2012  | 1 309                      | 4,48                 | 2                            | 2               |
| Pavel Novák         | ČSSD      | 18. říjen 2008  | 13. říjen 2012  | 1 236                      | 3,55                 | 8                            | 8               |
| Taťjana Nováková    | KSČM      | 18. říjen 2008  | 13. říjen 2012  | 547                        | 3,03                 | 5                            | 5               |
| Ivo Palouš          | ČSSD      | 18. říjen 2008  | 13. říjen 2012  | 940                        | 2,70                 | 12                           | 12              |
| Stanislav Pěnička   | ODS       | 18. říjen 2008  | 13. říjen 2012  | 438                        | 1,50                 | 10                           | 10              |
| Pavel Petráček      | ČSSD      | 18. říjen 2008  | 13. říjen 2012  | 655                        | 1,88                 | 11                           | 11              |
| Věra Picková        | KSČM      | 18. říjen 2008  | 13. říjen 2012  | 1 123                      | 6,78                 | 4                            | 4               |
| Marek Pieter        | SLK       | 18. říjen 2008  | 13. říjen 2012  | 907                        | 5,07                 | 6                            | 6               |
| Lukáš Pleticha      | SOS       | 18. říjen 2008  | 13. říjen 2012  | 338                        | 4,25                 | 2                            | 2               |
| Pavel Ploc          | ČSSD      | 18. říjen 2008  | 25. leden 2010  | 3 972                      | 11,43                | 2                            | 1               |
| Jaroslav Podzimek   | ČSSD      | 18. říjen 2008  | 13. říjen 2012  | 448                        | 1,28                 | 13                           | 13              |
| Petr Polák          | ODS       | 18. říjen 2008  | 13. říjen 2012  | 585                        | 2,00                 | 5                            | 5               |
| Vít Příkaský        | ČSSD      | 18. říjen 2008  | 13. říjen 2012  | 1 155                      | 3,32                 | 5                            | 5               |
| Martin Půta         | SLK       | 18. říjen 2008  | 13. říjen 2012  | 2 127                      | 11,89                | 1                            | 2               |
| Ota Raiter          | ČSSD      | 18. říjen 2008  | 13. říjen 2012  | 447                        | 1,28                 | 14                           | 14              |
| Vladimír Richter    | ODS       | 26. leden 2010  | 13. říjen 2012  | 738                        | 2,52                 | 13                           |                 |
| Martin Sepp         | ČSSD      | 18. říjen 2008  | 13. říjen 2012  | 636                        | 1,83                 | 3                            | 3               |
| Stanislava Silná    | SLK       | 18. říjen 2008  | 13. říjen 2012  | 913                        | 5,10                 | 2                            | 3               |
| Tomáš Sláma         | ODS       | 18. říjen 2008  | 13. říjen 2012  | 916                        | 3,13                 | 8                            | 8               |
| Josef Souček        | KSČM      | 18. říjen 2008  | 13. říjen 2012  | 866                        | 4,80                 | 2                            | 2               |
| Milan Šír           | ČSSD      | 18. říjen 2008  | 13. říjen 2012  | 753                        | 2,16                 | 15                           | 15              |
| Roman Šotola        | ČSSD      | 26. leden 2010  | 13. říjen 2012  | 451                        | 1,29                 | 17                           |                 |
| Jaroslav Švehla     | ODS       | 18. říjen 2008  | 13. říjen 2012  | 432                        | 1,48                 | 7                            | 7               |
| Miloš Tita          | KSČM      | 18. říjen 2008  | 13. říjen 2012  | 1 184                      | 6,57                 | 1                            | 1               |
| Lidie Vajnerová     | SOS       | 18. říjen 2008  | 13. říjen 2012  | 829                        | 10,44                | 1                            | 1               |
| Stanislav Valdman   | ČSSD      | 18. říjen 2008  | 13. říjen 2012  | 941                        | 2,70                 | 6                            | 6               |
| Radim Zika          | ODS       | 18. říjen 2008  | 13. říjen 2012  | 2 851                      | 9,76                 | 1                            | 1               |
| Pavel Žur           | SLK       | 18. říjen 2008  | 13. říjen 2012  | 1 119                      | 6,25                 | 7                            | 7               |

25. ledna 2010 rezignoval Pavel Ploc, který byl zároveň i poslancem, na svůj post zastupitele, neboť dle svých slov nezvládal vykonávat obě funkce naráz. Ploce měl nahradit František Špoták, ten však zastupitelský mandát přenechal Romanu Šotolovi. Ve stejný den zemřel zastupitel za ODS Lukáš Kalous, toho nahradil starosta Jilemnice Vladimír Richter.
1. dubna 2010 začal vykonávat Josef Havlík funkci zastupitele místo Stanislava Mackovíka, který byl pověřený vedením krajské záchranné služby. Funkce ředitele krajské společnosti a krajského zastupitele jsou totiž neslučitelné.
25. května 2010 zemřel zastupitel Petr Doležal, nahradil ho starosta Koberov Jindřich Kvapil. Po svém zvolení do Poslanecké sněmovny odešel ze zastupitelstva také Jan Farský. Na jeho místo nastoupil starosta Lomnice nad Popelkou Vladimír Mastník. Posledním, kdo v tomto volebním období rezignoval na zastupitelskou funkci, byl Jiří Kittner. Stalo se tak 24. října 2010, poté, co byl jmenován ekonomickým ředitelem Krajské nemocnice Liberec. Za Kittnera do zastupitelstva usedla Dana Halberstadtová.

### Výbory zastupitelstva
Zastupitelstvo v tomto volebním období zřizovalo následující výbory:
- Výbor finanční (15 členů)
- Výbor kontrolní (11 členů)
- Výbor pro výchovu, vzdělávání, zaměstnanost a sport (15 členů)
- Výbor dopravy (15 členů)
- Výbor hospodářského a regionálního rozvoje (15 členů)
- Výbor zemědělství a životního prostředí (15 členů)
- Výbor zdravotnictví (15 členů)
- Výbor sociálních věcí (15 členů)
- Výbor kultury, památkové péče a cestovního ruchu (15 členů)

## Volební období 2012–2016

### Výsledky voleb v roce 2012
Volby do zastupitelstev krajů se v České republice uskutečnily 12. a 13. října 2012. Volební účast v Libereckém kraji činila 38,55 %.
| Strana                                                    | Počet hlasů | %        | Mandáty | +/- |
| --------------------------------------------------------- | ----------- | -------- | ------- | --- |
| Starostové pro Liberecký kraj                             | 28 736      | 22,21 %  | 13      | +6  |
| Komunistická strana Čech a Moravy                         | 23 167      | 17,89 %  | 10      | +2  |
| Změna pro Liberecký kraj                                  | 21 829      | 16,85 %  | 10      | +10 |
| Česká strana sociálně demokratická                        | 16 900      | 13,05 %  | 7       | -8  |
| Občanská demokratická strana                              | 11 993      | 9,26 %   | 5       | -7  |
| TOP 09 a Starostové                                       | 4 564       | 3,52 %   | 0       | –   |
| Nová budoucnost pro Liberecký kraj                        | 3 249       | 2,50 %   | 0       | –   |
| Strana pro otevřenou společnost                           | 3 146       | 2,42 %   | 0       | -3  |
| Česká pirátská strana                                     | 2 875       | 2,22 %   | 0       | –   |
| Strana Práv Občanů ZEMANOVCI                              | 2 224       | 1,71 %   | 0       | –   |
| Česká strana selského rozumu                              | 2 213       | 1,70 %   | 0       | –   |
| KDU-ČSL a Strana soukromníků České republiky              | 2 194       | 1,69 %   | 0       | –   |
| Dělnická strana sociální spravedlnost a Strana pro Evropu | 2 093       | 1,61 %   | 0       | –   |
| Strana svobodných občanů                                  | 1 027       | 0,79 %   | 0       | –   |
| Suverenita – Blok Jany Bobošíkové a Konzervativní strana  | 1 024       | 0,79 %   | 0       | –   |
| Volte Pravý Blok www.cibulka.net                          | 895         | 0,69 %   | 0       | –   |
| SNK Evropští demokraté                                    | 560         | 0,43 %   | 0       | –   |
| Národní socialisté – levice 21. století                   | 495         | 0,38 %   | 0       | –   |
| Národní prosperita                                        | 175         | 0,13 %   | 0       | –   |
| Česká strana národně sociální                             | 96          | 0,07 %   | 0       | –   |
| celkem                                                    | 129 482     | 100,00 % | 45      | –   |

24. října 2012 byla liberecké pobočce Krajského soudu v Ústí nad Labem doručena stížnost na neplatnost voleb. Navrhovatelka si stěžovala na nedostatečné odlišení obálek ve volbách do krajského zastupitelstva a ve stejném termínu probíhajících volbách do Senátu v senátním obvodě 35 - Jablonec nad Nisou. Soud žalobu 12. listopadu zamítl.

### Seznam členů zastupitelstva[36]
| Jméno              | Zvolen za | Ve funkci od      | Ve funkci do      | Přednostní hlasy absolutně | Přednostní hlasy v % | Pořadové číslo na kandidátce | Dosažené pořadí |
| ------------------ | --------- | ----------------- | ----------------- | -------------------------- | -------------------- | ---------------------------- | --------------- |
| Josef Adamčík      | KSČM      | 13. říjen 2012    | 7. říjen 2016     | 561                        | 2,42                 | 8                            | 8               |
| Eva Bartoňová      | ODS       | 13. říjen 2012    | 18. prosinec 2012 | 1 455                      | 12,13                | 1                            | 1               |
| Jaromír Baxa       | Změna     | 13. říjen 2012    | 7. říjen 2016     | 2 041                      | 9,34                 | 12                           | 3               |
| Petr Beitl         | ODS       | 13. říjen 2012    | 7. říjen 2016     | 951                        | 7,92                 | 3                            | 2               |
| Miroslav Beran     | KSČM      | 13. říjen 2012    | 7. říjen 2016     | 411                        | 1,77                 | 10                           | 10              |
| Vladimír Boháč     | SLK       | 13. říjen 2012    | 7. říjen 2016     | 813                        | 2,82                 | 6                            | 7               |
| Eva Burešová       | SLK       | 13. říjen 2012    | 7. říjen 2016     | 1 310                      | 4,55                 | 3                            | 5               |
| Zdeněk Bursa       | ČSSD      | 13. říjen 2012    | 25. únor 2013     | 296                        | 1,75                 | 6                            | 6               |
| Michael Canov      | SLK       | 13. říjen 2012    | 7. říjen 2016     | 3 159                      | 10,98                | 12                           | 2               |
| Radek Cikl         | ČSSD      | 13. říjen 2012    | 30. září 2013     | 653                        | 3,86                 | 4                            | 4               |
| Lukáš Čížek        | KSČM      | 13. říjen 2012    | 7. říjen 2016     | 949                        | 4,09                 | 9                            | 9               |
| Hana Doležalová    | ODS       | 19. prosinec 2012 | 11. leden 2013    | 297                        | 2,47                 | 4                            | 6               |
| Jan Dvořák         | KSČM      | 13. říjen 2012    | 7. říjen 2016     | 633                        | 2,73                 | 6                            | 6               |
| Jaromír Dvořák     | SLK       | 13. říjen 2012    | 7. říjen 2016     | 899                        | 3,12                 | 10                           | 11              |
| Miroslav Hudec     | Změna     | 13. říjen 2012    | 7. říjen 2016     | 844                        | 3,86                 | 3                            | 4               |
| Ivana Hujerová     | Změna     | 13. říjen 2012    | 7. říjen 2016     | 290                        | 1,32                 | 7                            | 8               |
| František Chot     | KSČM      | 13. říjen 2012    | 7. říjen 2016     | 784                        | 3,38                 | 7                            | 7               |
| Josef Jadrný       | Změna     | 13. říjen 2012    | 7. říjen 2016     | 576                        | 2,63                 | 8                            | 9               |
| André Jakubička    | Změna     | 13. říjen 2012    | 7. říjen 2016     | 582                        | 2,66                 | 5                            | 6               |
| Lenka Kadlecová    | ČSSD      | 13. říjen 2012    | 7. říjen 2016     | 1 945                      | 11,50                | 1                            | 1               |
| Bohumil Kašpar     | ČSSD      | 26. únor 2013     | 7. říjen 2016     | 102                        | 0,6                  | 11                           | 11              |
| Kateřina Klikarová | KSČM      | 13. říjen 2012    | 7. říjen 2016     | 1 083                      | 4,67                 | 2                            | 2               |
| Zuzana Kocumová    | Změna     | 13. říjen 2012    | 7. říjen 2016     | 4 457                      | 20,41                | 2                            | 2               |
| Jan Korytář        | Změna     | 13. říjen 2012    | 7. říjen 2016     | 6 160                      | 28,21                | 1                            | 1               |
| Miroslav Králík    | ČSSD      | 26. únor 2013     | 7. říjen 2016     | 359                        | 2,12                 | 10                           | 10              |
| Ivan Kunetka       | Změna     | 13. říjen 2012    | 7. říjen 2016     | 783                        | 3,58                 | 6                            | 7               |
| Jiří Löffelmann    | SLK       | 13. říjen 2012    | 7. říjen 2016     | 767                        | 2,66                 | 11                           | 12              |
| Alena Losová       | Změna     | 13. říjen 2012    | 7. říjen 2016     | 297                        | 1,36                 | 9                            | 10              |
| Stanislav Mackovík | KSČM      | 13. říjen 2012    | 26. únor 2013     | 4 136                      | 17,85                | 1                            | 1               |
| Hana Maierová      | SLK       | 13. říjen 2012    | 7. říjen 2016     | 1 940                      | 6,74                 | 5                            | 3               |
| Vladimír Mastník   | SLK       | 13. říjen 2012    | 7. říjen 2016     | 914                        | 3,17                 | 8                            | 9               |
| Lena Mlejnková     | SLK       | 13. říjen 2012    | 7. říjen 2016     | 1 067                      | 3,70                 | 4                            | 6               |
| Blanka Nedvědická  | Změna     | 13. říjen 2012    | 26. listopad 2012 | 894                        | 4,09                 | 4                            | 5               |
| Vladimír Opatrný   | Změna     | 27. listopad 2012 | 7. říjen 2016     | 432                        | 1,97                 | 10                           | 11              |
| František Pešek    | KSČM      | 13. říjen 2012    | 7. říjen 2016     | 825                        | 3,56                 | 4                            | 4               |
| Pavel Petráček     | ČSSD      | 13. říjen 2012    | 25. únor 2013     | 708                        | 4,18                 | 2                            | 3               |
| Marek Pieter       | SLK       | 13. říjen 2012    | 7. říjen 2016     | 1 137                      | 3,95                 | 2                            | 4               |
| Jaroslav Podzimek  | ČSSD      | 26. únor 2013     | 7. říjen 2016     | 584                        | 3,45                 | 8                            | 8               |
| Vít Příkaský       | ČSSD      | 13. říjen 2012    | 7. říjen 2016     | 524                        | 3,10                 | 7                            | 7               |
| Martin Půta        | SLK       | 13. říjen 2012    | 7. říjen 2016     | 6 792                      | 23,61                | 1                            | 1               |
| Vladimír Richter   | ODS       | 12. leden 2013    | 7. říjen 2016     | 530                        | 4,41                 | 5                            | 7               |
| Martin Sepp        | ČSSD      | 13. říjen 2012    | 25. únor 2013     | 506                        | 2,99                 | 5                            | 5               |
| Tomáš Sláma        | ODS       | 13. říjen 2012    | 7. říjen 2016     | 711                        | 5,92                 | 35                           | 4               |
| Josef Souček       | KSČM      | 13. říjen 2012    | 7. říjen 2016     | 795                        | 3,43                 | 3                            | 3               |
| Vladimír Stříbrný  | SLK       | 13. říjen 2012    | 7. říjen 2016     | 1 373                      | 4,77                 | 9                            | 10              |
| Vladimír Šámal     | ODS       | 13. říjen 2012    | 7. říjen 2016     | 857                        | 7,14                 | 2                            | 3               |
| Otakar Špetlík     | ODS       | 13. říjen 2012    | 7. říjen 2016     | 703                        | 5,86                 | 31                           | 5               |
| Miloš Tita         | KSČM      | 13. říjen 2012    | 7. říjen 2016     | 785                        | 3,38                 | 5                            | 5               |
| Petr Tulpa         | SLK       | 13. říjen 2012    | 7. říjen 2016     | 1 144                      | 3,97                 | 7                            | 8               |
| Stanislav Valdman  | ČSSD      | 1. říjen 2013     | 7. říjen 2016     | 687                        | 4,04                 | 12                           | 12              |
| Tomáš Vlček        | SLK       | 13. říjen 2012    | 7. říjen 2016     | 674                        | 2,34                 | 13                           | 13              |
| Josef Vondruška    | KSČM      | 27. únor 2013     | 7. říjen 2016     | 416                        | 1,79                 | 11                           | 11              |
| Romana Žatecká     | ČSSD      | 13. říjen 2012    | 7. říjen 2016     | 965                        | 5,71                 | 3                            | 2               |

### Seznam členů rady kraje
| Jméno            | Zvolen za | Funkce                                                                                     | Resort                                                                                       | Ve funkci od      | Ve funkci do      |  |
| ---------------- | --------- | ------------------------------------------------------------------------------------------ | -------------------------------------------------------------------------------------------- | ----------------- | ----------------- |  |
| Martin Půta      | SLK       | hejtman                                                                                    |                                                                                              | 27. listopad 2012 | 22. listopad 2016 |  |
| Zuzana Kocumová  | Změna     | statutární náměstkyně hejtmana                                                             | zdravotnictví, tělovýchova a sport                                                           | 27. listopad 2012 | 25. listopad 2014 |  |
| Lenka Kadlecová  | ČSSD      | náměstkyně hejtmana                                                                        | sociální věci                                                                                | 24. únor 2015     | 22. listopad 2016 |  |
| Josef Jadrný     | Změna     | náměstek hejtmana                                                                          | životní prostředí a zemědělství                                                              | 27. listopad 2012 | 22. listopad 2016 |  |
| Hana Maierová    | SLK       | náměstkyně hejtmana (do listopadu 2014) statutární náměstkyně hejtmana (od listopadu 2014) | cestovní ruch, památková péče a kultura                                                      | 27. listopad 2012 | 22. listopad 2016 |  |
| Marek Pieter     | SLK       | náměstek hejtmana                                                                          | ekonomika, investice, správa majetku a informatika zdravotnictví (listopad 2014 - únor 2015) | 27. listopad 2012 | 22. listopad 2016 |  |
| Ivana Hujerová   | Změna     | radní                                                                                      | hospodářský a regionální rozvoj, evropské projekty a rozvoj venkova                          | 27. listopad 2012 | 24. únor 2015     |  |
| Vít Příkaský     | ČSSD      | radní                                                                                      | hospodářský a regionální rozvoj, evropské projekty a rozvoj venkova                          | 24. únor 2015     | 22. listopad 2016 |  |
| Alena Losová     | Změna     | radní                                                                                      | školství, mládež a zaměstnanost                                                              | 27. listopad 2012 | 22. listopad 2016 |  |
| Vladimír Mastník | SLK       | radní                                                                                      | doprava                                                                                      | 27. listopad 2012 | 22. listopad 2016 |  |
| Petr Tulpa       | SLK       | radní                                                                                      | sociální věci (do února 2015) zdravotnictví (od února 2015)                                  | 27. listopad 2012 | 22. listopad 2016 |  |

### Výbory zastupitelstva
Zastupitelstvo v tomto volebním období zřizovalo následující výbory:
- Výbor finanční (15 členů)
- Výbor kontrolní (11 členů)
- Výbor pro výchovu, vzdělávání, zaměstnanost a sport (15 členů)
- Výbor dopravy (15 členů)
- Výbor hospodářského a regionálního rozvoje (15 členů)
- Výbor zemědělství a životního prostředí (15 členů)
- Výbor zdravotnictví (15 členů)
- Výbor sociálních věcí (15 členů)
- Výbor cestovního ruchu, památkové péče a kultury (15 členů)

Novinkou se stal fakt, že zasedání výborů jsou v tomto funkčním období veřejná.

### Průběh volebního období
Vítězné hnutí Starostové pro Liberecký kraj nejprve chtělo uzavřít koalici s třetí Změnou pro Liberecký kraj a pátou ODS. Kvůli vzájemným antipatiím Změny a ODS však nakonec vznikla koalice složená jen ze SLK a Změny. Koalice měla v pětačtyřicetičlenném zastupitelstvu nejtěsnější třiadvacetihlasovou většinu. V devítičlenné krajské radě zasedlo pět zástupců SLK a čtyři zástupci Změny, všichni radní byli neuvolnění.

Zastupitelka za Změnu pro Liberecký kraj Blanka Nedvědická rezignovala na post zastupitelky 26. listopadu 2012, den před ustavujícím jednání zastupitelstva. Nedvědická totiž byla v době konání zastupitelstva v zahraničí a koalice SLK a Změny potřebovala pro zvolení hejtmana a krajské rady hlasy všech 23 koaličních zastupitelů. Okolnosti rezignace provázely nejasnosti a to zejména z důvodu toho, že na rezignaci bylo uvedeno datum 27. listopadu (tj. den konání ustavujícího zastupitelstva). Nedvědická však rezignaci podepsala již před svým odjezdem na služební cestu 14. listopadu. Legalitu rezignace navrhla ČSSD zpochybnit u správního soudu.
Ustavující zasedání zastupitelstva proběhlo 27. listopadu 2012. Na tomto zasedání byl zvolen hejtmanem Martin Půta, jeho náměstky se stali Zuzana Kocumová (statutární náměstkyně), Marek Pieter, Hana Maierová a Josef Jadrný. Zbylá místa v radě obsadili Alena Losová, Petr Tulpa, Vladimír Mastník a Ivana Hujerová. Volbu vedení kraje provázel bojkot opozičních stran. Zastupitelé ČSSD a KSČM opustili jednací sál, zastupitelé ODS v sále zůstali, ve volbách však nehlasovali.
Dne 18. prosince 2012 rezignovala na svou funkci zastupitelky Eva Bartoňová z ODS, a to pro neslučitelnost s funkcí náměstkyně Ministerstva školství. Tu nejprve nahradila Hana Doležalová, 11. ledna 2013 však rezignovala i ona, zastupitelem se tak stal starosta Jilemnice Vladimír Richter.
Kvůli neslučitelnosti funkcí rezignoval 26. února 2013 také další zastupitel, lídr Komunistické strany Čech a Moravy Stanislav Mackovík. Nadále se chtěl věnovat funkci ředitele Zdravotnické záchranné služby Libereckého kraje. Mackovíka nahradil v zastupitelském křesle Josef Vondruška, bývalý dozorce v minkovické věznici, stíhaný za násilí na politických vězních.
Ihned po prohraných volbách avizovali odchod z krajského zastupitelstva bývalí radní za Českou stranu sociálně demokratickou Martin Sepp, Zdeněk Bursa a Pavel Petráček. Nakonec rezignovali až o čtyři měsíce později, poté, co byli obviněni kvůli neoprávněnému pobírání odměn ve firmách patřících kraji. Další z bývalých sociálně demokratických radních, Radek Cikl, rezignoval na zastupitelskou funkci k 30. září 2013.
Vládnoucí koalice SLK a Změny nevydržela celé funkční období. Hejtmanovu náměstkyni Zuzanu Kocumovou, která předtím ustála tři pokusy o své odvolání ze strany opozice, navrhlo v listopadu 2014 odvolat koaliční SLK. Důvodem měly být údajné výrazné nedostatky v práci, nedůvěra, neloajalita a rozpory v otázkách fungování kraje. Pro její odvolání hlasovalo 25. listopadu 2014 pětatřicet z 44 přítomných zastupitelů. Kocumová své odvolání označila za šokující, upozornila také, že se o něm dozvěděla teprve den před jednáním zastupitelstva.
Resort zdravotnictví, který Kocumová vedla, dočasně přebral náměstek Marek Pieter. Jméno plnohodnotného nástupce se stalo předmětem sporu a vedlo až k rozpadu zastupitelského klubu Změny pro Liberecký kraj. Část zastupitelů za Změnu navrhovala na místo po Kocumové zvolit bývalého železnobrodského starostu Andrého Jakubičku, část zastupitelů ale byla proti. Spory uvnitř klubu Změny pro Liberecký kraj vyvrcholily jeho rozpadem. Původní klub, a tím i koalici, opustili kromě Kocumové ještě Jan Korytář a Jaromír Baxa.
Novou krajskou koalici tak v únoru 2015 utvořilo SLK, část zastupitelů za Změnu pro Liberecký kraj a ČSSD. To s sebou od 24. února 2015 přineslo i změny obsazení v krajské radě. Resort zdravotnictví nově připadl radnímu Petru Tulpovi, který do té doby spravoval sociální oblast. Tu naopak dostala na starost nově zvolená náměstkyně hejtmana za ČSSD Lenka Kadlecová. Po dohodě na svůj post rezignovala radní Ivana Hujerová, kterou nahradil Vít Příkaský z ČSSD. Nová koalice měla mít papírově 27 zástupců v pětačtyřicetičlenném zastupitelstvu. Už volba nových radních ale ukázala, že ve skutečnosti podporuje novou koalici méně zastupitelů. Pro nové radní z řad sociálních demokratů totiž nehlasovali ani někteří zastupitelé zvolení za Změnu pro Liberecký kraj, kteří ale v klubu zůstali.

## Volební období 2016–2020

### Výsledky voleb v roce 2016
Volby do zastupitelstev krajů se v České republice uskutečnily 7. a 8. října 2016. Volební účast v Libereckém kraji činila 35,91 %.
| # | Strany a koalice | Výsledek (procenta/PM)   | Trend | Volební lídr              |
| - | --- | ------------------------ | ----- | ------------------------- |
|   | Starostové pro Liberecký kraj | 32,35 % / 18 zastupitelů | ▲+5   | Martin Půta (STAN)        |
|   | ANO 2011 | 17,08 % / 9 zastupitelů  | ▲+9   | Jitka Volfová (ANO)       |
|   | Komunistická strana Čech a Moravy | 8,10 % / 4 zastupitelé   | ▼-6   | Stanislav Mackovík (KSČM) |
|   | Česká strana sociálně demokratická | 8,04 % / 4 zastupitelé   | ▼-3   | Pavel Svoboda (ČSSD)      |
|   | Občanská demokratická strana | 7,91 % / 4 zastupitelé   | ▼-1   | Dan Ramzer (ODS)          |
|   | ZMĚNA PRO LIBERECKÝ KRAJ - Politické hnutí Změna - Strana zelených                                                                                    | 7,06 % / 4 zastupitelé   | ▼-6   | Zuzana Kocumová (Změna)   |
|   | Koalice Svoboda a přímá demokracie - Tomio Okamura (SPD) a Strana Práv Občanů - Svoboda a přímá demokracie - Tomio Okamura (SPD) - Strana Práv Občanů | 5,20 % / 2 zastupitelé   | ▲+2   | Radovan Vích (SPD)        |

### Seznam členů zastupitelstva[57][58]
| Jméno                       | Zvolen za         | Ve funkci od     | Ve funkci do    | Přednostní hlasy absolutně | Přednostní hlasy v % | Pořadové číslo na kandidátce | Dosažené pořadí |
| --------------------------- | ----------------- | ---------------- | --------------- | -------------------------- | -------------------- | ---------------------------- | --------------- |
| Roman Baran                 | ANO               | 8. říjen 2016    | 3. říjen 2020   | 338                        | 1,59                 | 3                            | 3               |
| Jaromír Baxa                | Změna             | 8. říjen 2016    | 3. říjen 2020   | 730                        | 8,34                 | 6                            | 4               |
| Petr Beitl                  | ODS               | 8. říjen 2016    | 28. únor 2018   | 1 041                      | 10,61                | 2                            | 1               |
| Vladimír Boháč              | SLK               | 8. říjen 2016    | 3. říjen 2020   | 557                        | 1,39                 | 7                            | 10              |
| Martin Brož                 | ANO               | 8. říjen 2016    | 3. říjen 2020   | 570                        | 2,69                 | 6                            | 7               |
| Eva Burešová                | SLK               | 8. říjen 2016    | 3. říjen 2020   | 1 098                      | 2,74                 | 4                            | 7               |
| Michael Canov               | SLK               | 8. říjen 2016    | 3. říjen 2020   | 5 705                      | 14,24                | 8                            | 2               |
| Daniel David                | SLK               | 8. říjen 2016    | 3. říjen 2020   | 290                        | 0,72                 | 16                           | 17              |
| Jan Dvořák                  | KSČM              | 8. říjen 2016    | 3. říjen 2020   | 410                        | 4,08                 | 4                            | 4               |
| Jaromír Dvořák              | SLK               | 8. říjen 2016    | 3. říjen 2020   | 1 187                      | 2,96                 | 9                            | 11              |
| Jan Farský                  | SLK               | 8. říjen 2016    | 29. leden 2018  | 2 179                      | 5,43                 | 10                           | 5               |
| Robert Gamba                | ANO               | 8. říjen 2016    | 3. říjen 2020   | 313                        | 1,47                 | 8                            | 8               |
| Roman Hejna                 | ANO               | 8. říjen 2016    | 3. říjen 2020   | 355                        | 1,67                 | 9                            | 9               |
| Tomáš Hocke                 | SLK               | 8. říjen 2016    | 3. říjen 2020   | 2 235                      | 5,57                 | 20                           | 3               |
| Josef Horinka               | SLK               | 30. leden 2018   | 3. říjen 2020   | 1 145                      | 2,85                 | 18                           | 19              |
| Tomáš Hudec                 | ČSSD              | 8. říjen 2016    | 3. říjen 2020   | 291                        | 2,92                 | 3                            | 4               |
| Zuzana Kocumová             | Změna             | 8. říjen 2016    | 3. říjen 2020   | 1 541                      | 17,62                | 1                            | 1               |
| Jan Korytář                 | Změna             | 8. říjen 2016    | 3. říjen 2020   | 1 350                      | 15,43                | 10                           | 2               |
| Milan Kouřil                | ANO               | 8. říjen 2016    | 3. říjen 2020   | 452                        | 2,13                 | 5                            | 5               |
| Michal Kříž                 | ANO               | 8. říjen 2016    | 3. říjen 2020   | 447                        | 2,11                 | 7                            | 7               |
| Jiří Löffelmann             | SLK               | 8. říjen 2016    | 3. říjen 2020   | 928                        | 2,31                 | 13                           | 14              |
| Radka Loučková Kotasová     | ANO               | 8. říjen 2016    | 3. říjen 2020   | 340                        | 1,60                 | 6                            | 6               |
| František Lufinka           | SLK               | 24. květen 2018. | 3. říjen 2020   | 712                        | 1,77                 | 19                           | 20              |
| Stanislav Mackovík          | KSČM              | 8. říjen 2016    | 3. říjen 2020   | 1 550                      | 15,43                | 1                            | 1               |
| Hana Maierová               | SLK               | 8. říjen 2016    | 3. říjen 2020   | 2 202                      | 5,49                 | 2                            | 4               |
| Vladimír Mastník            | SLK               | 8. říjen 2016    | 23. květen 2018 | 1 096                      | 2,73                 | 15                           | 16              |
| Jan Mečl                    | ČSSD              | 8. říjen 2016    | 3. říjen 2020   | 704                        | 7,06                 | 2                            | 2               |
| Lena Mlejnková              | SLK               | 8. říjen 2016    | 3. říjen 2020   | 1 169                      | 2,91                 | 6                            | 9               |
| Vít Němeček                 | ODS               | 8. říjen 2016    | 3. říjen 2020   | 648                        | 6,61                 | 15                           | 4               |
| Pavlína Nováková Hrabálková | KSČM              | 8. říjen 2016    | 3. říjen 2020   | 419                        | 4,17                 | 3                            | 3               |
| Marek Pieter                | SLK               | 8. říjen 2016    | 3. říjen 2020   | 1 333                      | 3,32                 | 3                            | 6               |
| Martin Půta                 | SLK               | 8. říjen 2016    | 3. říjen 2020   | 8 143                      | 20,32                | 1                            | 1               |
| Dan Ramzer                  | ODS               | 8. říjen 2016    | 3. říjen 2020   | 979                        | 9,98                 | 1                            | 2               |
| Juraj Raninec               | ODS               | 1. březen 2018   | 3. říjen 2020   | 530                        | 5,40                 | 3                            | 5               |
| Martina Sejkorová           | koalice SPD + SPO | 8. říjen 2016    | 3. říjen 2020   | 184                        | 2,85                 | 2                            | 2               |
| Přemysl Sobotka             | ODS               | 8. říjen 2016    | 3. říjen 2020   | 809                        | 8,25                 | 10                           | 3               |
| Vladimír Stříbrný           | SLK               | 8. říjen 2016    | 3. říjen 2020   | 1 156                      | 2,88                 | 11                           | 12              |
| Jan Sviták                  | SLK               | 8. říjen 2016    | 3. říjen 2020   | 798                        | 1,99                 | 17                           | 18              |
| Pavel Svoboda               | ČSSD              | 8. říjen 2016    | 3. říjen 2020   | 751                        | 7,53                 | 1                            | 1               |
| Josef Šedlbauer             | Změna             | 8. říjen 2016    | 3. říjen 2020   | 967                        | 11,05                | 2                            | 3               |
| Martina Teplá               | ANO               | 8. říjen 2016    | 3. říjen 2020   | 553                        | 2,61                 | 2                            | 2               |
| Miloš Tita                  | KSČM              | 8. říjen 2016    | 3. říjen 2020   | 438                        | 4,36                 | 2                            | 2               |
| Petr Tulpa                  | SLK               | 8. říjen 2016    | 3. říjen 2020   | 974                        | 2,43                 | 14                           | 15              |
| Jiří Ulvr                   | SLK               | 8. říjen 2016    | 3. říjen 2020   | 763                        | 1,90                 | 12                           | 13              |
| Radovan Vích                | koalice SPD + SPO | 8. říjen 2016    | 3. říjen 2020   | 526                        | 8,15                 | 1                            | 1               |
| Květa Vinklátová            | SLK               | 8. říjen 2016    | 3. říjen 2020   | 592                        | 1,47                 | 5                            | 8               |
| Jitka Volfová               | ANO               | 8. říjen 2016    | 3. říjen 2020   | 1 485                      | 7,01                 | 1                            | 1               |
| Romana Žatecká              | ČSSD              | 8. říjen 2016    | 3. říjen 2020   | 704                        | 7,06                 | 7                            | 3               |

### Seznam členů rady kraje
| Jméno                   | Zvolen za | Funkce                         | Resort                                                                | Ve funkci od      | Ve funkci do     |
| ----------------------- | --------- | ------------------------------ | --------------------------------------------------------------------- | ----------------- | ---------------- |
| Martin Půta             | SLK       | hejtman                        |                                                                       | 22. listopad 2016 | 3. listopad 2020 |
| Jitka Volfová           | ANO       | statutární náměstkyně hejtmana | ekonomika, správa majetku a informatika                               | 22. listopad 2016 | 3. listopad 2020 |
| Petr Tulpa              | SLK       | náměstek hejtmana              | školství, mládež, tělovýchova, sport a zaměstnanost                   | 22. listopad 2016 | 3. listopad 2020 |
| Pavel Svoboda           | ČSSD      | náměstek hejtmana              | sociální věci                                                         | 22. listopad 2016 | 3. listopad 2020 |
| Marek Pieter            | SLK       | náměstek hejtmana              | doprava, investice a veřejné zakázky                                  | 22. listopad 2016 | 31. leden 2019   |
| Jan Sviták              | SLK       | náměstek hejtmana              | doprava, investice a veřejné zakázky                                  | 1. únor 2019      | 3. listopad 2020 |
| Přemysl Sobotka         | ODS       | náměstek hejtmana              | zdravotnictví                                                         | 22. listopad 2016 | 3. listopad 2020 |
| Květa Vinklátová        | SLK       | radní                          | kultura, památková péče a cestovní ruch                               | 22. listopad 2016 | 3. listopad 2020 |
| Jiří Löffelmann         | SLK       | radní                          | životní prostředí, zemědělství a rozvoj venkova                       | 22. listopad 2016 | 3. listopad 2020 |
| Radka Loučková Kotasová | ANO       | radní                          | hospodářský a regionální rozvoj, evropské projekty a územní plánování | 22. listopad 2016 | 29. únor 2020    |
| Michal Kříž             | ANO       | radní                          | hospodářský a regionální rozvoj, evropské projekty a územní plánování | 1. březen 2020    | 3. listopad 2020 |

### Průběh volebního období
Po předchozím volebním období, v němž kraji vládla křehká koalice s těsnou většinou, tentokrát vznikla dosud nejsilnější vládnoucí koalice. Jejími členy se kromě vítězného SLK stalo také hnutí ANO, ODS a ČSSD, celkově měla koalice 35 zastupitelů z 45. Hejtmanem zastupitelé podruhé zvolili Martina Půtu. V krajské radě mělo SLK pět zástupců, hnutí ANO dva a zbylé dvě koaliční strany po jednom.
V průběhu volebního období, v lednu 2018, na svůj post rezignoval zastupitel Jan Farský, což odůvodnil tím, že po svém zvolení poslancem se již nemůže funkci zastupitele kvalitně vykonávat. V zastupitelstvu jej nahradil starosta Hrádku nad Nisou Josef Horinka. Kvůli souběhu s poslaneckou funkcí rezignoval o měsíc později také zastupitel Petr Beitl, toho nahradil Juraj Raninec.
Poté, co byl obviněn v kauze okolo libereckého dopravního podniku, rezignoval na zastupitelskou funkci také Vladimír Mastník. Jako oficiální důvod uvedl osobní a rodinné důvody, na jeho místo nastoupil starosta Železného Brodu František Lufinka.
Zastupitelem naopak dál zůstal Robert Gamba, a to i poté, co kvůli neshodám opustil hnutí ANO. Od 12. září 2019 byl ale nezařazeným zastupitelem.
Personálním změnám se v tomto volebním období nevyhnula ani krajská rada. Kvůli zdravotním obtížím rezignoval na konci ledna 2019 hejtmanův náměstek Marek Pieter. Na jeho místo zastupitelé zvolili starostu Prysku Jana Svitáka. Pieter i nadále zůstal členem zastupitelstva.
Radní Radka Loučková Kotasová byla na začátku roku 2020 zvolena náměstkyní libereckého primátora. Z tohoto důvodu na funkci v krajské radě ke konci února rezignovala, jejím nástupcem se stal Michal Kříž. I Loučková Kotasová si ponechala mandát zastupitelky.

## Volební období 2020–2024

### Výsledky voleb v roce 2020
Volby do krajských zastupitelstev se v České republice uskutečnily 2. a 3. října 2020. Volební účast v Libereckém kraji činila 40,41 %.
| Získané hlasy | Získané hlasy | Získané hlasy | Získané hlasy | Získané hlasy |
| ------------- | ------------- | ------------- | ------------- | ------------- |
| strana        |               |               |               | %             |
| SLK           | SLK           |               | 38,6          | 38,6          |
| ANO           | ANO           |               | 17,9          | 17,9          |
| Piráti        | Piráti        |               | 9,9           | 9,9           |
| ODS           | ODS           |               | 8,6           | 8,6           |
| SPD           | SPD           |               | 6,1           | 6,1           |

| Strana / koalice | Strana / koalice              | Strana / koalice              | Hlasy  | Hlasy   | Hlasy  | Mandáty | Mandáty | Volební lídr  |
| Strana / koalice | Strana / koalice              | Strana / koalice              | Počet  | %       | +/−    | Počet   | +/−     | Volební lídr  |
| ---------------- | ----------------------------- | ----------------------------- | ------ | ------- | ------ | ------- | ------- | ------------- |
|                  | Starostové pro Liberecký kraj | Starostové pro Liberecký kraj | 53 546 | 38,57 % | ▲ 6,2% | 22      | ▲ 4     | Martin Půta   |
|                  | ANO 2011                      | ANO 2011                      | 24 784 | 17,85 % | ▲ 0,8% | 10      | ▲ 1     | Jitka Volfová |
|                  | Česká pirátská strana         | Česká pirátská strana         | 13 695 | 9,86 %  | ▲ 6,6% | 5       | ▲ 5     | Zbyněk Miklík |
|                  | Občanská demokratická strana  | Občanská demokratická strana  | 11 932 | 8,59 %  | ▲ 0,7% | 5       | ▲ 1     | Dan Ramzer    |
|                  | Svoboda a přímá demokracie    | Svoboda a přímá demokracie    | 8 466  | 6,09 %  | ▲ 0,9% | 3       | ▲ 2     | Michal Švarc  |

Liberecký krajský soud se zabýval jedinou stížností na neplatnost voleb. Stěžovatelka se v ní domnívala, že vítězní Starostové pro Liberecký kraj v předvolební kampani využívali k propagaci také krajské prostředky. Soud stížnost zamítl, neboť byla podána osobou žijící mimo kraj.

### Seznam členů zastupitelstva[70]
| Jméno               | Zvolen za | Ve funkci od          | Ve funkci do          | Přednostní hlasy absolutně | Přednostní hlasy v % | Pořadové číslo na kandidátce | Dosažené pořadí |
| ------------------- | --------- | --------------------- | --------------------- | -------------------------- | -------------------- | ---------------------------- | --------------- |
| Roman Baran         | ANO       | 3. říjen 2020         | 21. září 2024         | 170                        | 0,68                 | 7                            | 7               |
| Petr Beitl          | ODS       | 3. říjen 2020         | 26. říjen 2021        | 748                        | 6,26                 | 6                            | 3               |
| Vladimír Boháč      | SLK       | 3. říjen 2020         | 21. září 2024         | 434                        | 0,81                 | 16                           | 16              |
| Martin Brož         | ANO       | 3. říjen 2020         | 21. září 2024         | 677                        | 2,73                 | 4                            | 4               |
| Michael Canov       | SLK       | 3. říjen 2020         | 21. září 2024         | 3 997                      | 7,46                 | 8                            | 2               |
| Markéta Červinková  | SLK       | 3. říjen 2020         | 21. září 2024         | 663                        | 1,23                 | 18                           | 18              |
| Jiří Čeřovský       | ODS       | 3. říjen 2020         | 21. září 2024         | 735                        | 6,15                 | 12                           | 4               |
| Daniel David        | SLK       | 3. říjen 2020         | 21. září 2024         | 486                        | 0,9                  | 17                           | 17              |
| Jaroslav Demčák     | SLK       | 3. říjen 2020         | 21. září 2024         | 1 516                      | 2,83                 | 13                           | 13              |
| Věnceslava Drábková | SPD       | říjen / listopad 2020 | 21. září 2024         | 256                        | 3,02                 | 5                            | 5               |
| Jaromír Dvořák      | SLK       | 3. říjen 2020         | 21. září 2024         | 1 153                      | 2,15                 | 10                           | 10              |
| Marek Förster       | Piráti    | 2. prosinec 2022      | 21. září 2024         | 143                        | 1,04                 | 6                            | 6               |
| Roman Hejna         | ANO       | 3. říjen 2020         | 21. září 2024         | 321                        | 1,29                 | 9                            | 9               |
| Tomáš Hocke         | SLK       | 3. říjen 2020         | 21. září 2024         | 2 184                      | 4,07                 | 5                            | 6               |
| Josef Horinka       | SLK       | 3. říjen 2020         | 9. květen 2024        | 1 287                      | 2,40                 | 15                           | 15              |
| Josef Chuchlík      | ANO       | 3. říjen 2020         | 21. září 2024         | 434                        | 1,75                 | 6                            | 6               |
| Bronislav Kalvoda   | SPD       | 3. říjen 2020         | říjen / listopad 2020 | 199                        | 2,35                 | 3                            | 3               |
| Markéta Khauerová   | SLK       | 3. říjen 2020         | 21. září 2024         | 674                        | 1,25                 | 6                            | 7               |
| Jaroslav Knížek     | ANO       | 3. říjen 2020         | 21. září 2024         | 614                        | 2,47                 | 2                            | 2               |
| Jaroslav Kořínek    | SLK       | 3. říjen 2020         | 21. září 2024         | 422                        | 0,78                 | 22                           | 22              |
| Libor Křenek        | SPD       | říjen / listopad 2020 | 21. září 2024         | 166                        | 1,96                 | 4                            | 4               |
| Michal Kříž         | ANO       | 3. říjen 2020         | 21. září 2024         | 434                        | 1,75                 | 10                           | 10              |
| Radek Lípa          | SLK       | 3. říjen 2020         | 21. září 2024         | 1 289                      | 2,40                 | 7                            | 8               |
| Jiří Löffelmann     | SLK       | 3. říjen 2020         | 21. září 2024         | 1 029                      | 1,92                 | 12                           | 12              |
| František Lufinka   | SLK       | 3. říjen 2020         | 21. září 2024         | 746                        | 1,39                 | 21                           | 21              |
| Zbyněk Miklík       | Piráti    | 3. říjen 2020         | 21. září 2024         | 515                        | 3,76                 | 1                            | 1               |
| Lena Mlejnková      | SLK       | 3. říjen 2020         | 21. září 2024         | 1 370                      | 2,55                 | 4                            | 5               |
| Vít Němeček         | ODS       | 3. říjen 2020         | 21. září 2024         | 792                        | 6,63                 | 5                            | 2               |
| Šárka Prachařová    | ANO       | 3. říjen 2020         | 21. září 2024         | 438                        | 1,76                 | 3                            | 3               |
| Anna Provazníková   | SLK       | 3. říjen 2020         | 21. září 2024         | 522                        | 0,97                 | 19                           | 19              |
| Martin Půta         | SLK       | 3. říjen 2020         | 21. září 2024         | 11 363                     | 21,22                | 1                            | 1               |
| Dan Ramzer          | ODS       | 3. říjen 2020         | 21. září 2024         | 1 196                      | 10,02                | 1                            | 1               |
| Vladimír Richter    | ODS       | 3. říjen 2020         | 21. září 2024         | 474                        | 3,97                 | 2                            | 5               |
| Stanislav Říha      | ANO       | 3. říjen 2020         | 21. září 2024         | 560                        | 2,25                 | 5                            | 5               |
| Vladimír Stříbrný   | SLK       | 3. říjen 2020         | 21. září 2024         | 963                        | 1,79                 | 20                           | 20              |
| Jan Sviták          | SLK       | 3. říjen 2020         | 21. září 2024         | 1 621                      | 3,02                 | 3                            | 4               |
| Josef Šimek         | SLK       | 10. květen 2024       | 21. září 2024         | 581                        | 1,08                 | 23                           | 23              |
| Michal Švarc        | SPD       | 3. říjen 2020         | 21. září 2024         | 656                        | 7,74                 | 1                            | 1               |
| Jan Tempel          | Piráti    | 3. říjen 2020         | 21. září 2024         | 254                        | 1,85                 | 4                            | 4               |
| Petr Tulpa          | SLK       | 3. říjen 2020         | 21. září 2024         | 1 226                      | 2,28                 | 11                           | 11              |
| Miloslav Tůma       | ANO       | 3. říjen 2020         | 21. září 2024         | 352                        | 1,42                 | 8                            | 8               |
| Jiří Ulvr           | SLK       | 3. říjen 2020         | 21. září 2024         | 805                        | 1,50                 | 14                           | 14              |
| Jarmila Valešová    | Piráti    | 3. říjen 2020         | 1. prosinec 2022      | 305                        | 2,22                 | 3                            | 3               |
| Radovan Vích        | SPD       | 3. říjen 2020         | říjen / listopad 2020 | 409                        | 4,83                 | 2                            | 2               |
| Květa Vinklátová    | SLK       | 3. říjen 2020         | 21. září 2024         | 1 369                      | 2,55                 | 2                            | 3               |
| Jitka Volfová       | ANO       | 3. říjen 2020         | 21. září 2024         | 2 161                      | 8,71                 | 1                            | 1               |
| Daniela Weissová    | Piráti    | 3. říjen 2020         | 21. září 2024         | 311                        | 2,27                 | 5                            | 5               |
| Eva Zbrojová        | SLK       | 3. říjen 2020         | 21. září 2024         | 585                        | 1,09                 | 9                            | 9               |
| Petr Židek          | ODS       | 27. říjen 2021        | 21. září 2024         | 405                        | 3,39                 | 3                            | 6               |
| Václav Židek        | Piráti    | 3. říjen 2020         | 21. září 2024         | 197                        | 1,43                 | 2                            | 2               |

### Seznam členů rady kraje
| Jméno            | Zvolen za | Funkce                       | Resort                                                                                | Ve funkci od     | Ve funkci do      |
| ---------------- | --------- | ---------------------------- | ------------------------------------------------------------------------------------- | ---------------- | ----------------- |
| Martin Půta      | SLK       | hejtman                      |                                                                                       | 3. listopad 2020 | 25. říjen 2024    |
| Jan Sviták       | SLK       | statutární náměstek hejtmana | doprava                                                                               | 3. listopad 2020 | 25. říjen 2024    |
| Dan Ramzer       | ODS       | náměstek hejtmana            | školství, mládež, tělovýchova, sport a zaměstnanost                                   | 3. listopad 2020 | 30. listopad 2022 |
| Jiří Čeřovský    | ODS       | náměstek hejtmana            | školství, mládež, tělovýchova, sport a zaměstnanost                                   | 1. prosinec 2022 | 25. říjen 2024    |
| Petr Tulpa       | SLK       | náměstek hejtmana            | sociální věci                                                                         | 3. listopad 2020 | 25. říjen 2024    |
| Zbyněk Miklík    | Piráti    | náměstek hejtmana            | ekonomika, majetek, investice, veřejné zakázky a informatika                          | 3. listopad 2020 | 25. říjen 2024    |
| Květa Vinklátová | SLK       | náměstkyně hejtmana          | kultura, památková péče a cestovní ruch                                               | 3. listopad 2020 | 25. říjen 2024    |
| Vladimír Richter | ODS       | radní                        | zdravotnictví                                                                         | 3. listopad 2020 | 25. říjen 2024    |
| Jiří Ulvr        | SLK       | radní                        | hospodářský a regionální rozvoj, evropské projekty, územní plánování a rozvoj venkova | 3. listopad 2020 | 25. říjen 2024    |
| Václav Židek     | Piráti    | radní                        | životní prostředí a zemědělství                                                       | 3. listopad 2020 | 25. říjen 2024    |